# Zarema (cratère)

Zarema est un cratère situé à la surface de la planète Vénus. Nommé à l'origine Caucasus, il a été renommé Zarema en 1997.